# Ochna angustata
Espèce
Statut de conservation UICN

 NT  : Quasi menacé

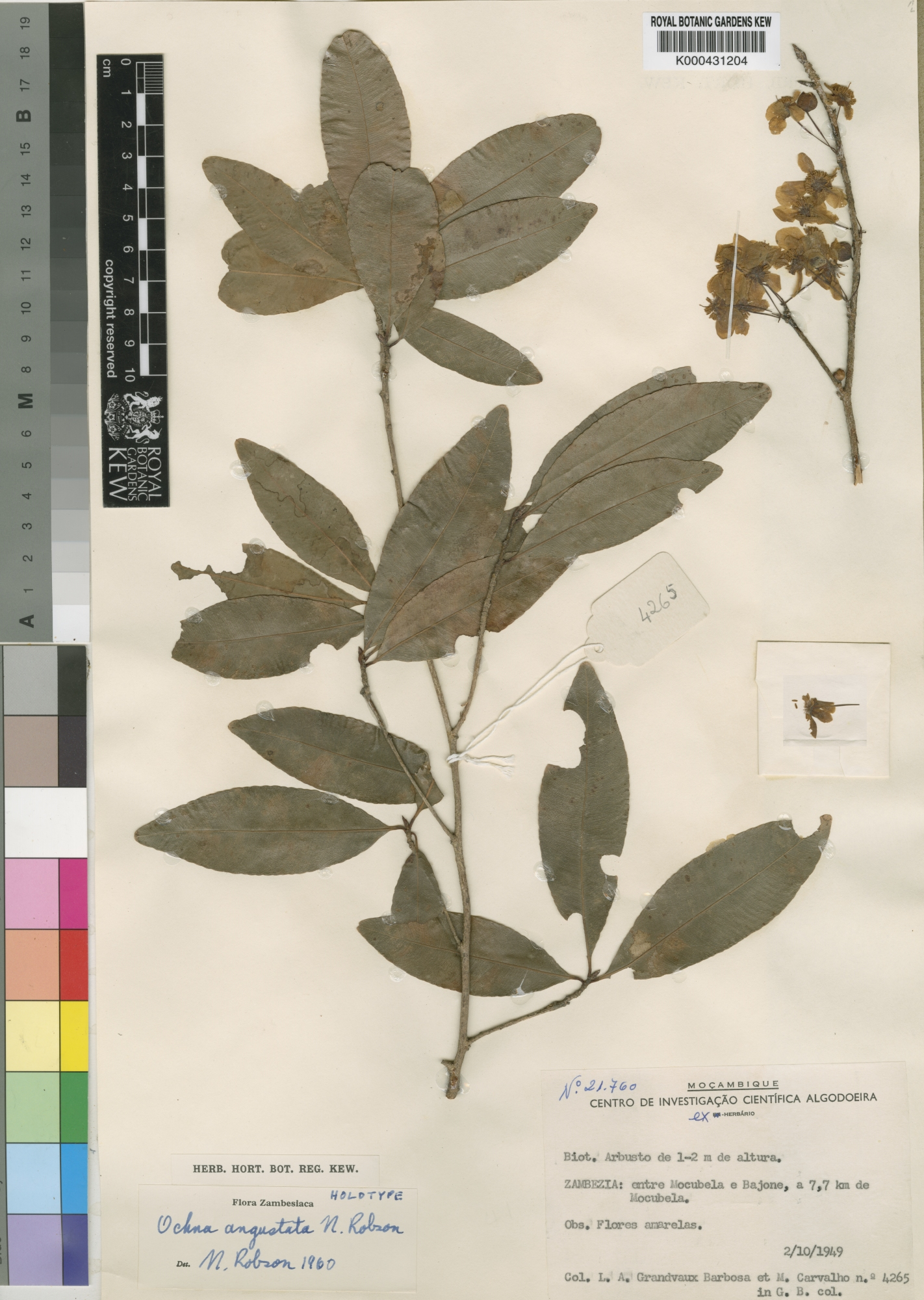
Ochna angustata (famille des Ochnaceae)

Ochna angustata est une espèce de plantes à fleurs de la famille des Ochnaceae.

## Publication originale
- Boletim da Sociedade Broteriana, sér. 2, 36: 20. 1962.